# Osttimoresisch-samoanische Beziehungen
Die osttimoresisch-samoanische Beziehungen beschreiben das zwischenstaatliche Verhältnis Osttimor und Samoa.

## Geschichte
Samoa beteiligte sich mit Polizisten an der Integrierte Mission der Vereinten Nationen in Timor-Leste (UNMIT).
Osttimor ist zwar Teil Asiens, hat aber auch Ethnien, die Papuasprachen sprechen, weshalb es auch Beziehungen zur pazifischen Welt pflegt. Als Beobachter nahm Osttimor im Juli 2002 am dritten Gipfel der AKP-Staaten und seit August 2002 an den jährlichen Treffen der Staats- und Regierungschefs des Pacific Islands Forum teil. 2014 nahm Osttimors Premierminister an der Conference on Small-island Developing States in Samoa teil. Am 7. Mai 2015 fand die Konferenz der Pacific Islands Regional Initiative (PIRI) im Hotel Turismo in Osttimors Hauptstadt Dili statt. 2016 trat das Land dem Pacific Islands Development Forum bei.

## Diplomatie
Osttimor und Samoa nahmen am 27. Juli 2004 diplomatische Beziehungen auf.
Die beiden Staaten verfügen nicht über diplomatische Vertretungen in dem jeweils anderen Staat. Die Vertretung Samoas im australischen Canberra hat auch die Akkreditierung für Osttimor. Die derzeitige Botschafterin Hinauri Petana übergab 2016 ihre Akkreditierung.

## Wirtschaft
Für 2018 gibt das Statistische Amt Osttimors keine Handelsbeziehungen zwischen Osttimor und Samoa an.

## Einreisebestimmungen
Osttimoresen erhalten bei der Ankunft in Samoa eine Einreiseerlaubnis.